# 아즈사 미치요
하야시 미치요(일본어: 林美千代, 1943년 5월 4일 ~ 2020년 1월 29일)는 예명 아즈사 미치요(일본어: 梓みちよ)로 잘 알려진 일본의 가수이자 배우이다. 후쿠오카 출신으로 다카라즈카 음악학교에서 교육을 받았으며, 가수 경력을 시작한 뒤로 예명을 사용하였다. 인기곡으로는 1963년 노래 〈곤니치와 아카찬〉(こんにちは赤ちゃん), 〈후타리데 오사케오〉(二人でお酒を), 〈메란코리〉(メランコリー) 등이 있으며, 1969년 《도리후타즈데스요! 젠인토쓰게키》(ドリフターズですよ! 全員突撃)와 같은 뮤지컬 영화 다수에 출연하였고, 1990년대까지 음악 활동을 지속하며 1992년 홍백가합전에서 〈곤니치와 아카찬〉을 공연하였다. 그의 음악은 탱고에서 제이팝에 이르기까지 다양한 스타일에 걸쳐 있다.

## 경력
하야시 미치요는 1943년 5월 4일 일본 규슈의 후쿠오카에서 태어났다, 다카라즈카 음악학교를 졸업하고 그곳에서 아즈사 미치요라는 예명으로 와타나베 프로덕션에 합류하였다. 1963년, 아즈사는 노래 〈곤니치와 아카찬〉을 발매하였다. 에이 로쿠스케가 작사하고 나카무라 하치다이가 작곡한 이 노래는 1964년 제6회 일본 레코드 대상을 수상하였다. 이후 30년 간 탱고에서 제이팝에 이르는 다양한 장르의 음악을 지속적으로 발표하였다. 10년의 공백기 이후 발매한 1974년 노래 〈후타리데 오사케오〉는 제16회 일본 레코드 대상 인기 음악상을 수상하며 음악 매체들은 놀라움을 감추지 못하였다. 2년 후에는 요시다 타쿠로가 작곡한 노래 〈메란코리〉를 발매하여 제18회 일본 레코드 대상 최우수 편곡상을 수상하였다.
아즈사는 노래 이외에도 뮤지컬 영화와 텔레비전에 출연하여 배우 활동을 하기도 하였다. 한 예로, 자신의 히트곡과 동명의 제목을 사용하는 마쓰바야시 슈에의 1964년 영화 《곤니치와 아카찬》에서 주연을 맡았다. 1983년에는 일본 텔레비전 드라마 《나쓰니 코이스루 온나타치》에 출연하였다. 홍백가합전에는 자주 참가하며, 1992년에는 열한 번째로 출연하여 〈곤니치와 아카찬〉을 불러 그 해 사망한 노래의 작곡가를 기렸다.

## 가족 생활
아즈사는 1972년 4월 배우 와다 고지와 결혼하였다. 그러나 와다의 외도, 경제적 어려움, 아즈사와 와다 가족 간의 긴장된 관계로 인해 결혼 생활은 지속되지 못하였고, 1973년 10월 4일 1년 7개월 만에 이혼을 발표하였다. 아즈사는 이후 결혼하지 않았다. 2020년 1월 29일 78세의 나이로 도쿄의 자택에서 사망하였으며, 사인은 심장마비였다. 사후에는 제62회 일본 레코드 대상에서 평생 공로상을 수상하였다.

## 디스코그래피

### 싱글
아즈사의 이름으로 발매된 싱글은 다음과 같다.
- 1962년 〈보사노바데 키스 / 코이노 유키도마리〉(ボッサ・ノバでキッス／恋のゆきどまり) .[4]
- 1976년 〈메란코리 / 유키도케〉(メランコリー／雪どけ) .[5]

### 정규 음반
아즈사 미치요는 다음을 포함한 여러 음반을 발매하였다.
- 1963년 《아즈사 미치요 다이잇슈》(梓みちよ第一集)[3]
- 1964년 《곤니치와 아카찬/아즈사 미치요 다이닛슈》(こんにちは赤ちゃん/梓みちよ第二集)[3]
- 1964년 《마이 커플》(マイ・カップル) .[3]
- 1964년 《오카산 / 미치요노 히트 퍼레이드 Vol.3》(おかあさん/みちよのヒットパレードVol.3)
- 1964년 《후타리와스테디 / 마이 커플 Vol.2》(二人はステディー/マイ・カップルVol.2)
- 1965년 《미치요토 우타오우 / 아즈사 미치요노 조조카슈》(みちよと歌おう/梓みちよの抒情歌集)[3]
- 1970년 《다이쇼쿠 네가이 ― 나쓰코노 겟콘》(退職願い ―ナツコの結婚―)[5]
- 1974년 《후타리데 오사케오》(二人でお酒を)[4]
- 1976년 《메란코리》(メランコリー)[5]
- 1979년 《온나가 오토코오 가타루 도키》(女が男を語るとき)[3]

### 그레이티스트 히트 음반
아즈사는 다음을 포함한 여러 컴필레이션 음반을 발매하였다.
- 1976년 《메란코리 골든 스타 베스트 앨범》(メランコリー 「ゴールデン・スター・ベスト・アルバム」) .[4]

### 라이브 음반
음반으로 제작된 라이브 공연은 다음과 같다.
- 1972년 《아즈사 미치요 온 스테이지》(梓みちよ オン・ステージ)
- 1975년 《아즈사 미치요 리사이틀》(梓みちよ・リサイタル)

## 필모그래피
아즈사는 다음과 같은 뮤지컬 영화에 출연하였다.
- 1964년 《곤니치와아카찬》(こんにちは赤ちゃん)[6]
- 1969년 《도리후타즈데스요! 젠인토쓰게키》(ドルフｔっザウ です 油！ 全員 突撃)[6]

## 참고 문헌

### 서지
- Gabraith IV, Stuart (2008). 《The Toho Studios Story: A History and Complete Filmography》. Lanham: Scarecrow Press. ISBN 978-1-46167-374-3.
- Kaisha, Kabushiki (1989). 《日本著者名 人名典拠錄》 [Japanese Dictionary of Authors' Names and Personal names] (일본어). Tokyo: Hatsubaimoto Kinokuniya Shoten. ISBN 978-4-81690-902-3.
- Kaisha, Kabushiki (1993). 《日本の論点 '94》 [Japanese Topics 1994] (일본어). Tokyo: Bungei Shunjū. OCLC 30765585.
- Kikuchi, Kiyomaro (2008). 《日本流行歌変遷史: 歌謡曲の誕生からJ・ポップの時代へ》 [History of Japanese Popular Songs: From the Birth of Kayokyoku to the Era of J-Pop] (일본어). Tokyo: Kinema Junpōsha. ISBN 978-4-84600-464-4.
- Kinema Junpōsha (1980). 《日本映画俳優全集・女優編》 [Complete Works of Japanese Film Actors and Actresses] (일본어). Tokyo: Ronsōsha. OCLC 22823615.
- Rekōdo Kentei Kyōgikai (2007). 《音楽CD検定公式ガイドブック》 [Official Guidebook to Music CDs] (일본어). Tokyo: Ongaku Shuppansha. ISBN 978-4-86171-030-8.